# EHF Liga Mistrzów 2017/2018 (grupa C)
EHF Liga Mistrzów 2017/2018 - rozgrywki i tabela grupy Cf
| Lp. | Drużyna               | M  | Mecze | Mecze | Mecze | Bramki | Bramki | Bramki | Pkt |
| Lp. | Drużyna               | M  | W     | R     | P     | +      | −      | +/−    | Pkt |
| --- | --------------------- | -- | ----- | ----- | ----- | ------ | ------ | ------ | --- |
| 1.  | Skjern Håndbold       | 10 | 8     | 0     | 2     | 326    | 252    | +74    | 16  |
| 2.  | CB Ademar León        | 10 | 6     | 0     | 4     | 270    | 270    | 0      | 12  |
| 3.  | RK Gorenje Velenje    | 10 | 6     | 0     | 4     | 271    | 271    | 0      | 12  |
| 4.  | Elverum Håndball      | 10 | 5     | 0     | 5     | 287    | 304    | −17    | 10  |
| 5.  | Kadetten Schaffhausen | 10 | 4     | 0     | 6     | 263    | 274    | −11    | 8   |
| 6.  | Dinamo Bukareszt      | 10 | 1     | 0     | 9     | 278    | 324    | −46    | 2   |

| Gospodarz \ Gość      | ADE   | SKJ   | VEL   | KAD   | BUC   | ELV   |
| CB Ademar León        |       | 26:31 | 28:24 | 29:28 | 32:29 | 26:30 |
| Skjern Håndbold       | 33:25 |       | 35:20 | 32:22 | 39:28 | 35:25 |
| RK Gorenje Velenje    | 23:22 | 31:29 |       | 27:21 | 33:29 | 30:21 |
| Kadetten Schaffhausen | 23:24 | 25:24 | 31:28 |       | 27:25 | 36:30 |
| Dinamo Bukareszt      | 24:28 | 23:36 | 26:27 | 29:28 |       | 33:34 |
| Elverum Håndball      | 25:30 | 27:32 | 29:28 | 26:22 | 40:32 |       |

Wyniki

| 14 września 201720:15 | Kadetten Schaffhausen | 36:30(17:15) | Elverum Håndball          | BBC Arena, Szafuza Widzów: 1050 Sędzia: Karim Gasmi Raouf Gasmi |
| 14 września 201720:15 | Luka Maros 6          | 36:30(17:15) | 8 Kevin Maagerø Gulliksen | BBC Arena, Szafuza Widzów: 1050 Sędzia: Karim Gasmi Raouf Gasmi |
| 14 września 201720:15 | 6× · 2×               | 36:30(17:15) | 1× · 2×                   | BBC Arena, Szafuza Widzów: 1050 Sędzia: Karim Gasmi Raouf Gasmi |

| 17 września 201716:50 | Skjern Håndbold                     | 39:28(19:11) | Dinamo Bukareszt    | Skjern Bank Arena, Skjern Widzów: 2120 Sędzia: Marek Baranowski Bogdan Lemanowicz |
| 17 września 201716:50 | Markus Olsson 6 Jesper Konradsson 6 | 39:28(19:11) | 6 Vadim Gayduchenko | Skjern Bank Arena, Skjern Widzów: 2120 Sędzia: Marek Baranowski Bogdan Lemanowicz |
| 17 września 201716:50 | 3× · 3×                             | 39:28(19:11) | 4× · 3×             | Skjern Bank Arena, Skjern Widzów: 2120 Sędzia: Marek Baranowski Bogdan Lemanowicz |

| 17 września 201717:00 | RK Gorenje Velenje          | 23:22(12:10) | CB Ademar León                  | Rdeča dvorana, Velenje Widzów: 1000 Sędzia: Alexey Kiyas Dmitriy Kiselev |
| 17 września 201717:00 | Niko Medved 6 Jan Grebenc 6 | 23:22(12:10) | 7 Juan Antonio Garcia Lorenzana | Rdeča dvorana, Velenje Widzów: 1000 Sędzia: Alexey Kiyas Dmitriy Kiselev |
| 17 września 201717:00 | 3× · 2×                     | 23:22(12:10) | 1× · 3×                         | Rdeča dvorana, Velenje Widzów: 1000 Sędzia: Alexey Kiyas Dmitriy Kiselev |

| 23 września 201717:00 | Elverum Håndball           | 27:32(11:17) | Skjern Håndbold           | Terningen Arena, Elverum Widzów: 1790 Sędzia: Robert Schulze Tobias Tönnies |
| 23 września 201717:00 | Kevin Maageroe Gulliksen 6 | 27:32(11:17) | 7 Anders Eggert Magnussen | Terningen Arena, Elverum Widzów: 1790 Sędzia: Robert Schulze Tobias Tönnies |
| 23 września 201717:00 | 2× · 2×                    | 27:32(11:17) | 4× · 2×                   | Terningen Arena, Elverum Widzów: 1790 Sędzia: Robert Schulze Tobias Tönnies |

| 23 września 201720:00 | Dinamo Bukareszt                  | 26:27(10:9) | RK Gorenje Velenje | Sala Polivalentă Dinamo, Bukareszt Widzów: 1500 Sędzia: Radojko Brkic Andrei Jusufhodzic |
| 23 września 201720:00 | Hugo Descat 5 Vadim Gayduchenko 5 | 26:27(10:9) | 8 Matjaž Brumen    | Sala Polivalentă Dinamo, Bukareszt Widzów: 1500 Sędzia: Radojko Brkic Andrei Jusufhodzic |
| 23 września 201720:00 | 2× · 3×                           | 26:27(10:9) | 2× · 3×            | Sala Polivalentă Dinamo, Bukareszt Widzów: 1500 Sędzia: Radojko Brkic Andrei Jusufhodzic |

| 24 września 201717:00 | CB Ademar León                | 29:28(14:13) | Kadetten Schaffhausen  | Palacio de los Deportes, León Widzów: 2500 Sędzia: Boris Mandák Mário Rudinský |
| 24 września 201717:00 | Alejandro Costoya Rodríguez 7 | 29:28(14:13) | 6 Vladislav Ostroushko | Palacio de los Deportes, León Widzów: 2500 Sędzia: Boris Mandák Mário Rudinský |
| 24 września 201717:00 | 3× · 3×                       | 29:28(14:13) | 5× · 4×                | Palacio de los Deportes, León Widzów: 2500 Sędzia: Boris Mandák Mário Rudinský |

| 27 września 201719:00 | Dinamo Bukareszt                  | 29:28(14:12) | Kadetten Schaffhausen | Sala Polivalentă Dinamo, Bukareszt Widzów: 1700 Sędzia: Amar Konjičanin Dino Konjičanin |
| 27 września 201719:00 | Hugo Descat 5 Allahkaram Esteki 5 | 29:28(14:12) | 10 Manuel Liniger     | Sala Polivalentă Dinamo, Bukareszt Widzów: 1700 Sędzia: Amar Konjičanin Dino Konjičanin |
| 27 września 201719:00 | 4× · 2×                           | 29:28(14:12) | 1× · 2×               | Sala Polivalentă Dinamo, Bukareszt Widzów: 1700 Sędzia: Amar Konjičanin Dino Konjičanin |

| 30 września 201719:30 | CB Ademar León                                                 | 26:30(10:12) | Elverum Håndball     | Palacio de los Deportes, León Widzów: 2500 Sędzia: Daniel Freitas César Carvalho |
| 30 września 201719:30 | Mario López Álvarez 4 Predrag Vejin 4 Federico Matías Vieyra 4 | 26:30(10:12) | 6 Magnus Frederiksen | Palacio de los Deportes, León Widzów: 2500 Sędzia: Daniel Freitas César Carvalho |
| 30 września 201719:30 | 2× · 2×                                                        | 26:30(10:12) | 4× · 2×              | Palacio de los Deportes, León Widzów: 2500 Sędzia: Daniel Freitas César Carvalho |

| 1 października 201717:00 | RK Gorenje Velenje          | 31:29(15:14) | Skjern Håndbold | Rdeča dvorana, Velenje Widzów: 1000 Sędzia: Michalis Tzaferopoulos Andreas Bethmann |
| 1 października 201717:00 | Niko Medved 5 Alem Toskić 5 | 31:29(15:14) | 9 Markus Olsson | Rdeča dvorana, Velenje Widzów: 1000 Sędzia: Michalis Tzaferopoulos Andreas Bethmann |
| 1 października 201717:00 | 5× · 3×                     | 31:29(15:14) | 5× · 3×         | Rdeča dvorana, Velenje Widzów: 1000 Sędzia: Michalis Tzaferopoulos Andreas Bethmann |

| 5 października 201720:15 | Kadetten Schaffhausen | 31:28(14:14) | RK Gorenje Velenje | BBC Arena, Szafuza Widzów: 1380 Sędzia: Igor Covalciuc Alexei Covalciuc |
| 5 października 201720:15 | Gábor Császár 9       | 31:28(14:14) | 6 Jan Grebenc      | BBC Arena, Szafuza Widzów: 1380 Sędzia: Igor Covalciuc Alexei Covalciuc |
| 5 października 201720:15 | 7× · 2×               | 31:28(14:14) | 3× · 3×            | BBC Arena, Szafuza Widzów: 1380 Sędzia: Igor Covalciuc Alexei Covalciuc |

| 8 października 201715:10 | Skjern Håndbold           | 33:25(18:15) | CB Ademar León                                      | Skjern Bank Arena, Skjern Widzów: 2810 Sędzia: Dzmitry Nabokau Siarhei Kulik |
| 8 października 201715:10 | Anders Eggert Magnussen 8 | 33:25(18:15) | Mario López Álvarez 5 Alejandro Costoya Rodríguez 5 | Skjern Bank Arena, Skjern Widzów: 2810 Sędzia: Dzmitry Nabokau Siarhei Kulik |
| 8 października 201715:10 | 3× · 1×                   | 33:25(18:15) | 3× · 4×                                             | Skjern Bank Arena, Skjern Widzów: 2810 Sędzia: Dzmitry Nabokau Siarhei Kulik |

| 8 października 201717:00 | Elverum Håndball | 40:32(19:15) | Dinamo Bukareszt        | Terningen Arena, Elverum Widzów: 1760 Sędzia: Miklós Andorka Róbert Hucker |
| 8 października 201717:00 | André Lindboe 8  | 40:32(19:15) | 10 Marius Iulian Mocanu | Terningen Arena, Elverum Widzów: 1760 Sędzia: Miklós Andorka Róbert Hucker |
| 8 października 201717:00 | 2× · 1×          | 40:32(19:15) | 3× · 2×                 | Terningen Arena, Elverum Widzów: 1760 Sędzia: Miklós Andorka Róbert Hucker |

| 12 października 201720:15 | Kadetten Schaffhausen | 25:24(9:13) | Skjern Håndbold | BBC Arena, Szafuza Widzów: 1190 Sędzia: Ferenc Bonifert Viktor Oláh |
| 12 października 201720:15 | Gábor Császár 9       | 25:24(9:13) | 6 Markus Olsson | BBC Arena, Szafuza Widzów: 1190 Sędzia: Ferenc Bonifert Viktor Oláh |
| 12 października 201720:15 | 4× · 3×               | 25:24(9:13) | 3× · 2×         | BBC Arena, Szafuza Widzów: 1190 Sędzia: Ferenc Bonifert Viktor Oláh |

| 15 października 201717:00 | Elverum Håndball           | 29:28(17:14) | RK Gorenje Velenje | Terningen Arena, Elverum Widzów: 2270 Sędzia: Georgios Panayides Marios Andreou |
| 15 października 201717:00 | Nikolaj Vestergaard Mehl 5 | 29:28(17:14) | 9 Nejc Cehte       | Terningen Arena, Elverum Widzów: 2270 Sędzia: Georgios Panayides Marios Andreou |
| 15 października 201717:00 | 1× · 3×                    | 29:28(17:14) | 3× · 2×            | Terningen Arena, Elverum Widzów: 2270 Sędzia: Georgios Panayides Marios Andreou |

| 15 października 201718:00 | Dinamo Bukareszt                  | 24:28(13:17) | CB Ademar León                                         | Sala Polivalentă Dinamo, Bukareszt Widzów: 1500 Sędzia: Kürşad Erdoğan İbrahim Özdeniz |
| 15 października 201718:00 | Hugo Descat 5 Răzvan Gavriloaia 5 | 24:28(13:17) | 6 Federico Matías Vieyra 6 Juan José Fernández Sánchez | Sala Polivalentă Dinamo, Bukareszt Widzów: 1500 Sędzia: Kürşad Erdoğan İbrahim Özdeniz |
| 15 października 201718:00 | 5× · 2×                           | 24:28(13:17) | 1× · 2×                                                | Sala Polivalentă Dinamo, Bukareszt Widzów: 1500 Sędzia: Kürşad Erdoğan İbrahim Özdeniz |

| 4 listopada 201719:30 | CB Ademar León                | 32:29(18:15) | Dinamo Bukareszt    | Palacio de los Deportes, León Widzów: 3000 Sędzia: Fabian Baumgart Sascha Wild |
| 4 listopada 201719:30 | Juan José Sánchez Fernández 9 | 32:29(18:15) | 8 Vadim Gayduchenko | Palacio de los Deportes, León Widzów: 3000 Sędzia: Fabian Baumgart Sascha Wild |
| 4 listopada 201719:30 | 3× · 3×                       | 32:29(18:15) | 6× · 3×             | Palacio de los Deportes, León Widzów: 3000 Sędzia: Fabian Baumgart Sascha Wild |

| 4 listopada 201719:30 | RK Gorenje Velenje | 30:21(14:12) | Elverum Håndball  | Rdeča dvorana, Velenje Widzów: 1200 Sędzia: Taras Kouz Viktor Zhoba |
| 4 listopada 201719:30 | Rok Ovniček 7      | 30:21(14:12) | 4 Richard Hanisch | Rdeča dvorana, Velenje Widzów: 1200 Sędzia: Taras Kouz Viktor Zhoba |
| 4 listopada 201719:30 | 5× · 2×            | 30:21(14:12) | 2× · 4× · 1×      | Rdeča dvorana, Velenje Widzów: 1200 Sędzia: Taras Kouz Viktor Zhoba |

| 5 listopada 201716:50 | Skjern Håndbold           | 32:22(13:13) | Kadetten Schaffhausen | Skjern Bank Arena, Skjern Widzów: 2863 Sędzia: Jan Erik Leandersson Mikael Lindroos |
| 5 listopada 201716:50 | Anders Eggert Magnussen 7 | 32:22(13:13) | 6 Gábor Császár       | Skjern Bank Arena, Skjern Widzów: 2863 Sędzia: Jan Erik Leandersson Mikael Lindroos |
| 5 listopada 201716:50 | 4× · 4×                   | 32:22(13:13) | 7× · 3× · 1×          | Skjern Bank Arena, Skjern Widzów: 2863 Sędzia: Jan Erik Leandersson Mikael Lindroos |

| 8 listopada 201719:00 | Elverum Håndball | 26:22(12:9) | Kadetten Schaffhausen | Terningen Arena, Elverum Widzów: 2400 Sędzia: Alexey Kiyashko Dmitriy Kiselev |
| 8 listopada 201719:00 | André Lindboe 8  | 26:22(12:9) | 4 Gábor Császár       | Terningen Arena, Elverum Widzów: 2400 Sędzia: Alexey Kiyashko Dmitriy Kiselev |
| 8 listopada 201719:00 | 4× · 3×          | 26:22(12:9) | 6× · 3×               | Terningen Arena, Elverum Widzów: 2400 Sędzia: Alexey Kiyashko Dmitriy Kiselev |

| 9 listopada 201719:00 | Dinamo Bukareszt                | 23:36(8:18) | Skjern Håndbold               | Sala Polivalentă Dinamo, Bukareszt Widzów: 700 Sędzia: Miljan Vešović Novica Mitrović |
| 9 listopada 201719:00 | Hugo Descat 5 Liviu Mironescu 5 | 23:36(8:18) | 6 Bjarke Fredsted Christensen | Sala Polivalentă Dinamo, Bukareszt Widzów: 700 Sędzia: Miljan Vešović Novica Mitrović |
| 9 listopada 201719:00 | 4× · 3×                         | 23:36(8:18) | 4× · 3× · 1×                  | Sala Polivalentă Dinamo, Bukareszt Widzów: 700 Sędzia: Miljan Vešović Novica Mitrović |

| 11 listopada 201719:30 | CB Ademar León                                         | 28:24(15:13) | RK Gorenje Velenje         | Palacio de los Deportes, León Widzów: 2000 Sędzia: Bartosz Leszczyński Marcin Piechota |
| 11 listopada 201719:30 | Federico Matías Vieyra 5 Juan José Fernández Sánchez 5 | 28:24(15:13) | 6 Nejc Cehte 6 Niko Medved | Palacio de los Deportes, León Widzów: 2000 Sędzia: Bartosz Leszczyński Marcin Piechota |
| 11 listopada 201719:30 | 2× · 3×                                                | 28:24(15:13) | 5× · 3×                    | Palacio de los Deportes, León Widzów: 2000 Sędzia: Bartosz Leszczyński Marcin Piechota |

| 16 listopada 201719:00 | RK Gorenje Velenje | 33:29(17:15) | Dinamo Bukareszt       | Rdeča dvorana, Velenje Widzów: 1043 Sędzia: Karim Gasmi Raouf Gasmi |
| 16 listopada 201719:00 | Niko Medved 8      | 33:29(17:15) | 7 Marius Iulian Mocanu | Rdeča dvorana, Velenje Widzów: 1043 Sędzia: Karim Gasmi Raouf Gasmi |
| 16 listopada 201719:00 | 2× · 3×            | 33:29(17:15) | 6× · 3×                | Rdeča dvorana, Velenje Widzów: 1043 Sędzia: Karim Gasmi Raouf Gasmi |

| 16 listopada 201720:15 | Kadetten Schaffhausen | 23:24(10:15) | CB Ademar León                  | BBC Arena, Szafuza Widzów: 1620 Sędzia: Said Bounouara Khalid Sami |
| 16 listopada 201720:15 | Zoran Marković 8      | 23:24(10:15) | 7 Juan Antonio García Lorenzana | BBC Arena, Szafuza Widzów: 1620 Sędzia: Said Bounouara Khalid Sami |
| 16 listopada 201720:15 | 5× · 3× · 1×          | 23:24(10:15) | 4× · 3×                         | BBC Arena, Szafuza Widzów: 1620 Sędzia: Said Bounouara Khalid Sami |

| 19 listopada 201716:50 | Skjern Håndbold | 35:25(16:12) | Elverum Håndball | Skjern Bank Arena, Skjern Widzów: 2617 Sędzia: Boris Mandák Mário Rudinský |
| 19 listopada 201716:50 | Markus Olsson 7 | 35:25(16:12) | 5 Tine Poklar    | Skjern Bank Arena, Skjern Widzów: 2617 Sędzia: Boris Mandák Mário Rudinský |
| 19 listopada 201716:50 | 5× · 3×         | 35:25(16:12) | 4× · 2×          | Skjern Bank Arena, Skjern Widzów: 2617 Sędzia: Boris Mandák Mário Rudinský |

| 25 listopada 201719:30 | RK Gorenje Velenje          | 27:21(10:11) | Kadetten Schaffhausen | Rdeča dvorana, Velenje Widzów: 1580 Sędzia: Kürşad Erdoğan İbrahim Özdeniz |
| 25 listopada 201719:30 | Niko Medved 5 Rok Ovnicek 5 | 27:21(10:11) | 7 Andrija Pendić      | Rdeča dvorana, Velenje Widzów: 1580 Sędzia: Kürşad Erdoğan İbrahim Özdeniz |
| 25 listopada 201719:30 | 5× · 2×                     | 27:21(10:11) | 8× · 3× · 2×          | Rdeča dvorana, Velenje Widzów: 1580 Sędzia: Kürşad Erdoğan İbrahim Özdeniz |

| 25 listopada 201719:30 | CB Ademar León                                                                      | 26:31(12:13) | Skjern Håndbold  | Palacio de los Deportes, León Widzów: 4000 Sędzia: Alexey Kiyashko Dmitriy Kiselev |
| 25 listopada 201719:30 | Mario López Álvarez 5 Juan Antonio Garcia Lorenzana 5 Alejandro Costoya Rodríguez 5 | 26:31(12:13) | 10 Bjarte Myrhol | Palacio de los Deportes, León Widzów: 4000 Sędzia: Alexey Kiyashko Dmitriy Kiselev |
| 25 listopada 201719:30 | 1× · 1×                                                                             | 26:31(12:13) | 2× · 2×          | Palacio de los Deportes, León Widzów: 4000 Sędzia: Alexey Kiyashko Dmitriy Kiselev |

| 26 listopada 201718:00 | Dinamo Bukareszt  | 33:34(16:16) | Elverum Håndball | Sala Polivalentă Dinamo, Bukareszt Widzów: 800 Sędzia: Tomislav Cindrić Robert Gonzurek |
| 26 listopada 201718:00 | Ciprian Șandru 10 | 33:34(16:16) | 13 André Lindboe | Sala Polivalentă Dinamo, Bukareszt Widzów: 800 Sędzia: Tomislav Cindrić Robert Gonzurek |
| 26 listopada 201718:00 | 4× · 3×           | 33:34(16:16) | 3×               | Sala Polivalentă Dinamo, Bukareszt Widzów: 800 Sędzia: Tomislav Cindrić Robert Gonzurek |

| 30 listopada 201720:15 | Kadetten Schaffhausen | 27:25(14:14) | Dinamo Bukareszt    | BBC Arena, Szafuza Widzów: 1310 Sędzia: Aleksandar Pandžić Ivan Mošorinski |
| 30 listopada 201720:15 | Nik Tominec 8         | 27:25(14:14) | 9 Vitaly Kolmogorov | BBC Arena, Szafuza Widzów: 1310 Sędzia: Aleksandar Pandžić Ivan Mošorinski |
| 30 listopada 201720:15 | 1× · 3×               | 27:25(14:14) | 6× · 3×             | BBC Arena, Szafuza Widzów: 1310 Sędzia: Aleksandar Pandžić Ivan Mošorinski |

| 3 grudnia 201716:00 | Skjern Håndbold | 35:20(18:9) | RK Gorenje Velenje         | MCH Messecenter, Herning Widzów: 2411 Sędzia: Robert Harabagiu Silviu Stănescu |
| 3 grudnia 201716:00 | Markus Olsson 7 | 35:20(18:9) | 4 Nejc Cehte Alem Toskić 4 | MCH Messecenter, Herning Widzów: 2411 Sędzia: Robert Harabagiu Silviu Stănescu |
| 3 grudnia 201716:00 | 4× · 3×         | 35:20(18:9) | 3× · 3×                    | MCH Messecenter, Herning Widzów: 2411 Sędzia: Robert Harabagiu Silviu Stănescu |

| 3 grudnia 201717:00 | Elverum Håndball | 25:30(13:13) | CB Ademar León        | Terningen Arena, Elverum Widzów: 2280 Sędzia: Amar Konjičanin Dino Konjičanin |
| 3 grudnia 201717:00 | Tine Poklar 5    | 25:30(13:13) | 6 Mario López Álvarez | Terningen Arena, Elverum Widzów: 2280 Sędzia: Amar Konjičanin Dino Konjičanin |
| 3 grudnia 201717:00 | 2× · 3×          | 25:30(13:13) | 3× · 2×               | Terningen Arena, Elverum Widzów: 2280 Sędzia: Amar Konjičanin Dino Konjičanin |